# The Ties That Bind: The River Collection
The Ties That Bindː The River Collection —en españolː Los lazos que unenː La colección The River—  es una caja recopilatoria del músico estadounidense Bruce Springsteen con su banda E Street Band. Fue lanzada el 4 de diciembre de 2015, durante la celebración de los 35 años del álbum The River, de 1980. La caja se compone de 52 canciones distribuidas en cuatro discos, junto a cuatro horas de video en tres DVDs y dos discos Blu-Ray. 
La colección fue acompañada por la gira The River Tour 2016, anunciada el 5 de diciembre de 2015, donde Springsteen presentó todas las canciones del álbum original, más temas de otros discos. La caja recibió excelentes críticas por parte de la crítica especializada, y también fue un éxito comercial para Springsteen.